# Cuca Fera (revista)
|  | Per a altres significats, vegeu «Cuca fera» i «Revista Cucafera» |

Cuca Fera és el nom d'una revista satírica editada a Barcelona entre l'abril i l'agost del 1917. Promoguda des del partit polític Lliga Regionalista, té com a primer inspirador Josep Carner, sota la direcció artística de Josep Aragay. Hi dibuixaren Xavier Nogués, Joan Colom, Feliu Elias, Francesc Labarta i Joan G. Junceda, entre d'altres.
De caràcter autonomista, les seves inclinacions polítiques la van fer bel·ligerant amb els sectors més espanyolistes. Tenia setze pàgines a dues columnes, de format 177 x 134 mm, impreses a la casa Guinart i Pujolar, c/ Bruc, 63, i el seu preu era de deu cèntims. La redacció era al carrer d'Escudellers, 10 bis, de Barcelona. Se'n publicaren 17 números. Hi ha una edició de la col·lecció completa amb un estudi a càrrec de Josep Maria Figueres (Ausa, 1987).

## Descripció
Cuca Fera va ser un setmanari satíric que es va publicar per primera vegada el 19 d'abril del 1917, i que va finalitzar la seva activitat l'agost del mateix any. Es caracteritzava per ser un dels setmanaris d'humor més notables de Catalunya durant la Primera Guerra Mundial. Era una publicació especial, amb un humor intel·ligent i refinat, i un llenguatge net i correcte. L'exposició dels acudits, similars a la dels textos, es formulava amb seriositat i formalitat.
Cuca Fera es mantenia en un lloc digne atacant només allò que era aliè i contrari als interessos suprems de la nació catalana. Es diu que Cuca Fera fou una publicació de la Lliga Regionalista, és a dir, que era un òrgan controlat financerament i políticament per aquest partit, ja que compartiren interessos polítics, literaris i periodístics, però la Lliga no en fou la propietària d'una manera directa.
La revista va fer costat a les campanyes polítiques de gran abast –Assemblea de Parlamentaris– i a les d'incidència concreta –el diari ABC de Madrid. El gruix del contingut era de tema lleuger i fins i tot frívol, amb constants referències a l'actualitat política i cultural (al vessant artístic i literari del moment). La política internacional, amb el tema de la guerra, era tractada amb molta cura.
El típic humor de Cuca Fera es basava en la denúncia crítica com a fet banal i quotidià. A més a més, tenia una especial predilecció pels rodolins, pels consells a la manera de Pompeu Gener i Albert Llanas i, a les cobertes, a la capçalera, al costat de la data, es podia trobar una frase diferent per a cada número.

## Etimologia del títol
Cuca Fera, Cuca Fera, treu el nas que tothom t'espera.
Es dedueix que la idea fou de Josep Carner. La veu popular catalana li sortia espontàniament. El nom s'arrelà simbòlicament dins la tradició catalana. Els dracs són patrimoni comú del poble català. A la majoria de ciutats, aquests monstres (enemics de la santedat o bé del patró de Catalunya) són representats amb figures de cartó i roba, i a sota de les quals dansen una o més persones.
La revista va néixer un dijous i anunciava que cada dijous seria al carrer. No és casualitat que en fos aquest dia, perquè el Corpus és la festivitat que se celebra, el dijous següent a l'octava de la Pentecosta, per commemorar amb solemnitat especial l'eucaristia (encara que aquesta publicació no tingui una consciència absoluta del Corpus). El 19 d'abril del 1917 era un dijous i la lectura atenta del vers 'Cuca Fera, Cuca Fera, treu el nas que tothom t'espera' anticipava una processó d'interès popular. Al Sud de Catalunya i al País Valencià, la cuca fera és el drac (que, a Vilanova i la Geltrú, correspon a la mulassa; a Valls, a l'àguila; a Berga, la Patum, etc.).
Es creu que, o bé Josep Carner, per raons lèxiques, o bé Lluís Bertran i Pijoan –estudiós de la premsa natural de La Canonja–, per raons de veïnatge, o qualsevol altre dels escriptors amb vessant popular, podrien haver estat els creadors del nom. Car si Cuca Fera representa el mal, significarà, dins del panorama periodístic, la cristal·lització d'allò que no es ven, que té força i lluita aferrissadament, amb coratge i valentia, per uns ideals.
El 1917, hi havia un regidor barceloní, Josep Oriol Martorell i Puig, que tenia el sobrenom de Cuca Fera pel seu geni viu, la seva veu potent i el seu tarannà agressiu. Era perfectament comprensible que els redactors de La Veu, que cobrien la informació ciutadana dels plens, el coneguessin i en parlessin en tertúlies o bé en la mateixa redacció amb l'escriptor Josep Carner. El nom d'aquesta revista s'ha de tenir en compte per la hipotètica genealogia d'un nom popular que esdevé capçalera periodística amb intervenció d'un sobrenom polític.
Cal remarcar que el nom no respon només a unes motivacions de bellesa, de dicció o d'arrel popular, sinó que té una vinculació directa amb els precedents històrics, el dia de sortida (el dijous), les manifestacions de dracs i homes... Tot això ens situa la revista Cuca Fera com una anella que vincula la premsa catalana amb el folklore i la història dels catalans.

## Trajectòria
El setmanari va ser promogut, des dels sectors més avançats de la Lliga Regionalista, quan les idees autonomistes estaven en el punt més àlgid. No obstant això, la mort d'Enric Prat de la Riba va provocar la fi d'aquest setmanari el 8 agost del 1917, ja que, amb la mort d'aquest polític, es van haver de suspendre molts projectes de premsa. Així doncs, Cuca Fera només va poder publicar divuit números del setmanari. Però, malgrat això, Cuca Fera és considerada una de les millors publicacions satíriques del moment.
En el primer número d'aquest setmanari, trobem com a subtítol: 'Com tothom ho demana, sortirà cada setmana'. En el seu article inicial, es pot llegir que la revista està totalment catalanitzada i que vol treure les potes del Cavall de Sant Jordi per convertir-se en un escolanet de Sant Catalanesc...
L'any 1917, la publicació diària de la Lliga travessava un moment delicat econòmicament, però encara s'aguantava amb força. La Lliga, segons les orientacions de Prat de la Riba, creu interessant intervenir en la penetració cultural de Catalunya –segons els cànons noucentistes– i, el juliol del 1917, fou fundada l'Editorial Catalana –tot i que no serà fins al desembre quan iniciarà públicament la seva activitat. La direcció literària d'aquesta fundació li fou confiada a Josep Pugès, amic de Carner.

## Ideologia
El setmanari Cuca Fera es va mantenir rígid davant la idea que Catalunya havia d'aconseguir les seves llibertats polítiques. El seu referent fou la Lliga Regionalista, partit polític de caràcter monàrquic i conservador. I el propòsit d'aquesta revista era lluitar per l'autonomia catalana dins de l'estat espanyol.
La relació entre Cuca Fera i Prat de la Riba és força directa perquè, ideològicament, estaven units amb les files del catalanisme conservador. Els acudits de Cuca Fera tenien, tots, uns elements comuns de reivindicació del catalanisme, de lluita contra la corrupció, i de la política quotidiana. Per tant, tant el president de la Diputació de Barcelona i de la Mancomunitat, com els redactors i dibuixants de la revista humorística, van enllaçar els esforços en una tasca comuna, cadascú des dels seus camps d'incidència, per la construcció d'una Catalunya pròspera.

## Revista noucentista
El moviment imperant en l'estètica de començaments de segle, a Catalunya, suposava un ordre i un seny que impregnà la vida col·lectiva. El nou ordre s'apropià de la vida quotidiana: des de l'arquitectura fins al disseny. Aquesta nova publicació escau en els patrons de les revistes literàries punteres del moviment literari i cultural que coneixem com a Noucentisme, és a dir, La Revista, Catalunya... El tarannà de Cuca Fera, el rigor de contingut –malgrat ser una publicació humorística– i la presentació seriosa i ordenada (pel que fa a la compaginació i impressió), configuren un producte net i pulcre, interessant i vàlid avui en dia –no sols com a document per a l'estudi, sinó per a qualsevol lector català.
El Noucentisme representa la incorporació, primer política i, després, cultural, en totes les seves facetes, d'uns nous elements oposats al moviment anterior (el Modernisme), que es basen en la mesura, el seny i l'ordre. Cuca Fera és una peça més de l'edifici noucentista. Si bé hi tindrà una importància relativa, no deixarà de tenir un paper important en els mitjans de comunicació de masses de l'època. La Catalunya-ciutat acalada a la Catalunya-rural modernista serà una acció més per a la construcció d'un país modern.
L'únic punt conflictiu que trobem, en la seva concepció noucentista, és l'aspecte lingüístic –malgrat que literàriament, gràficament i, fins i tot, en la presentació podem considerar-la com un mitjà d'expressió de l'ideari noucentista. L'anàlisi lingüística de Cuca Fera permet observar determinades alteracions, tant a nivell ortogràfic com sintàctic. Cal fixar-se, també, que els castellanismes, que sorgeixen en converses col·loquials, apareixen amb una clara intencionalitat. Per tant, la competència lingüística i gramatical n'és inqüestionable. Els poetes, també, convertiran la revista en un sustentacle més de la presència noucentista.
La crítica negativa es dirigeix a Madrid i a la censura. Prat de la Riba només hi surt caricaturitzat un cop i amb respecte. L'obra cultural i social de la Mancomunitat surt molt ben parada després de la lectura de Cuca Fera. Per tant, Cuca Fera mostra la visió alegre de la problemàtica de la societat del 1917.

## Context
La crisi econòmica es manifestava en un constant increment dels preus dels productes essencials i bàsics. L'any 1917, una família obrera gastava anualment, en alimentació, habitatge, vestuari i d'altres, 2.941 pessetes. Si el salari diari d'un oficial fuster era entre 5 i 7 pta., el d'un sastre entre 5 o 6 i el d'un paleta entre 6 i 6,59 pta., podem veure l'enorme diferència que hi havia entre els ingressos i les despeses d'una família obrera. Els funcionaris de l'estat, com a assalariats, també patien les conseqüències d'aquest encariment del cost de la vida i van constituir, a les darreries del 1916, la primera de les Juntes de Defensa, la dels militars de defensa i, a finals del 1917, foren els empleats de Correus i Telègraf i els d'Hisenda els qui també en formaren les seves. El règim de la Restauració patia la manca d'adequació i el perill de la revolució latent no es resolia amb una reforma que el mateix estat frenava. Les conseqüències en van ser la descomposició del Règim.
La Mancomunitat de Catalunya es va constituir el 6 d'abril del 1914 amb la unió de les quatre diputacions provincials catalanes. L'any 1907, Prat de la Riba fou elegit president de la Diputació de Barcelona i reelegit els anys 1909, 1911, 1913 i 1917. El 1914, fou elegit president de la Mancomunitat i reelegit el 1917. Prat de la Riba va realitzar una gran tasca en el camp cultural i de creació d'infraestructures col·lectives, tenint en compte els pocs mitjans materials que tenia al seu abast. El president de la Mancomunitat morí l'1 d'agost de 1917, fet que fou un esdeveniment cabdal per al país. El número 17 de Cuca Fera fou dedicat a la memòria de Prat de la Riba amb gran respecte, i reflecteix un sentiment de tristesa i melangia per la pèrdua del polític. Les pàgines del setmanari humorístic (i també del diari La Veu) dedicades a ell tindran una missió essencial dins el reflex del moment polític i ciutadà: la remembrança de l'autor de tants i tants documents polítics de primer ordre. Cuca Fera n'inclou alguna col·laboració gràfica i textual de caràcter satíric en el número 17, però ho fa a la part final i, sobretot, amb la intencionalitat de mantenir la línia traçada pel setmanari, és a dir, amb la voluntat de ser una peça que ajudi a la interpretació dels fets quotidians, amb l'objectiu d'entretenir de manera agradable i amb dignitat.
La censura
El control i la manipulació de l'opinió i de la informació sempre han estat imposats pel poder. El 1917, predominen les formes més sofisticades i tradicionals de la censura per tal de mantenir la dicotomia entre els fets i el seu ressò popular. El poder utilitzava la censura prèvia i posterior, i les publicacions que burlaven les normes patien la violència, la repressió i la suspensió. Això es manifesta en la publicació de diaris mutilats amb blancs, espais en negre, punts suspensius o ratlles. Moltes revistes i diaris jugaren amb això i inclogueren en les seves publicacions al·lusions a la censura. Cuca Fera n’és un exemple. El setmanari se'n feu ressò amb tres tipus d'al·lusions: la notícia de la interferència de la censura, anomenada Anastàsia, els acudits i els textos (des d'una editorial fins a una breu nota de dues línies, passant per un comentari jocós).
```
“
Alerta, llegidors,

CUCA FERA

e
sterilitzada per la censura
.

El millor remei per a son
”
```

Pel que fa als acudits sobre la censura, dins del setmanari humorístic, n’hi ha molts. Sobretot, a partir del número 12, que és quan comencen les accions dels parlamentaris catalans. En la primera fase de la revista (abril-juny), amb el canvi de número 9, no trobem cap referència directa a la censura. A primers de juliol, D'Ivori fa una caricatura de Moisès amb les taules de la llei arran de la publicació del "nou Decàleg de la Premsa". En els números següents, hi trobem acudits dels dibuixants de Cuca Fera. Fins i tot, una portada també reflecteix el tema de la censura prèvia, a mitjans d'agost, quan la situació sociopolítica era força dura.
En el darrer número del setmanari, a més a més de la portada, Cuca Fera dedica l'editorial a la censura, la Llambregada, destinada al tema de rigor La censura intermitent, on s'escrivia sobre les variacions en l'aplicació d'aquest exercici de control per part del Govern. Trobem blancs en el número 11 de la revista – editorial, un acudit i dos textos – que, segurament, són deguts a la censura prèvia i a l'absència de material "neutre" per a la substitució.
La censura prèvia fou suprimida el 29 de juliol, un cop acabat l'esclat parlamentari (dels dies 5 i 19) i quan res anunciava la gran vaga d'agost; i davant la protesta dels directors de diaris de Madrid, el Ministeri de Governació, en tenir la situació política controlada, va adoptar aquesta mesura que tot seguit restabliria, el 8 d'agost, ja que aquesta clariana, que era aprofitada per a glossar críticament la situació i l'anàlisi de la situació militar amb les Juntes de Defensa, no va plaure al Govern.
La premsa de 1917 
L'any 1917, la premsa diària de Barcelona incloïa vint-i-quatre diaris, però només dos en català. Als Països Catalans, tret de Barcelona, només alguna ciutat tenia tradició de premsa diària en català (Manresa, Sabadell i Reus). Un total de set diaris, juntament amb els dos barcelonins, fan del 1917 un any ben important en el procés de normalització. No és casual que els millors moments de la premsa, com de la cultura, coincideixin amb la situació política. El paper dels diaris catalans en el procés de catalanització fou importantíssim. El 1917, neixen publicacions de tota mena. És molt important, en aquest punt, citar l'Editorial Catalana que, des del desembre d'aquest any, enceta una nova plataforma d'acció cultural de la Lliga: Economia i Finances, Agricultura, etc.
El panorama de la premsa era variat, intens i d'alta qualitat. A més, també s'editaven revistes de diverses temàtiques com En Patufet, Almanac de la poesia o La Veu.
La premsa de l'època realitzà poques referències a Cuca Fera. Només se n'ha trobat algun ressò en Vell i Nou, La Veu, La Publicidad, El poble Català i en El Progreso.

## Col·laboradors
El director del setmanari va ser Josep Pugès i Guitart, i va comptar amb la participació d'intel·lectuals com ara Josep Carner, Carles Riba, Carles Capdevila, Josep Maria de Sagarra, Prudenci Bertrana, Lluís Bertran i Pijoan, entre molts d'altres que van col·laborar amb la seva literatura.
Tingué, també, col·laboradors gràfics com Xavier Nogués, Joan Colom, Feliu Elias, Francesc Labarta i Joan G. Junceda. Alguns d'ells van signar amb pseudònims que ja utilitzaven en el Papitu, setmanari en què Cuca Fera s'inspirà per realitzar la seva presentació gràfica i artística.
La intervenció de Josep Carner en Cuca Fera fou molt important. Carner era un dels puntals de La Veu i, en fundar-se Cuca Fera, la seva col·laboració fou des del primer moment essencial, ja que, juntament amb Francesc Labarta, Lata, i Junceda, s'encarregà de l'elaboració del projecte anunciador del setmanari.
Si observem la participació de dibuixants i escriptors en Cuca Fera, trobem, a partir del número 9, un procés de renovació, ja que podem apreciar l'entrada de signatures noves (Lotus, Acit, D'Ivori, etc.); en desapareixen alguns (Adam, Babel,etc.), però en continuen d'altres (Junceda, Apa, etc.).
La facilitat versificadora de Carner era proverbial; en qualsevol moment, era capaç de realitzar versos humorístics amb claredat i enginy. El seu complement en el dibuix fou Xavier Nogués.
Josep Morató i Grau fou un dels altres homes de La Veu que va participar activament en Cuca Fera. Fou redactor en cap i la seva dedicació a ambdós setmanaris va ser excepcional. Cuca Fera i La Veu tenien la redacció al mateix lloc, un pis de la que seria l'Editorial Catalana, i en Morató hi anava cada dia. Per allà, també passaven sovint els altres col·laboradors –Carner, Bertrana–, o el redactor –Ll. Bertan i Pijoan– o l'administrador, J. Pugès i Guitart.
Carles Riba va entrar al setmanari amb 27 anys i un fort prestigi. Cal considerar que Riba estava molt vinculat a Catalunya. Encara que tenia els seus objectius clàssics d'elaboració d'una alta cultura i la seva formació era humanística, mai no va deixar-lo de preocupar la realitat política. La col·laboració de Riba se situa en la primera etapa de Cuca Fera.

## Els pseudònims
Hi ha una absència de bibliografia considerable sobre Cuca Fera referent als pseudònims. Només una nota en les obres de Givanel i Mas i de Torrent-Tasis, a partir de les quals s'ha pogut realitzar la recerca dels pseudònims de la revista, centrada en una edició facsímil de la col·lecció completa, amb un estudi a càrrec de Josep Maria Figueres sobre Cuca Fera. Dins d'aquest estudi, s'han pogut reconèixer la major part dels pseudònims de la revista, excepte el pseudònim format per una e i una t majúscules juxtaposades, que no s'ha pogut identificar. Malgrat això, els col·laboradors de Cuca Fera eren homes de prestigi o bé tenien un pseudònim consagrat o conegut (Apa, Babel...), o bé no els interessava donar-se a conèixer (Liu Liu, Babilònia...). Amb els dibuixants, s'ha fet una anàlisi comparativa amb la premsa de l'època i amb estils i temes semblants. Els escriptors de l'època tenen pseudònims que són fàcils d'identificar, però els de Cuca Fera són únics: neixen i moren amb la revista.

## Aspectes tècnics
Cuca Fera comptava amb setze pàgines de dues columnes, de format 177x134mm. Es va imprimir a la casa Guitart i Pujolar, c/ Bruc, 63, i costava deu cèntims. La redacció era al carrer Escudellers, 10 bis.

### Fitxa descriptiva
- Títol: Cuca Fera.[8]
- Subtítol: setmanari satíric nacionalista.
- Data inicial: 19 d'abril de 1917.
- Data final: 16 d'agost de 1917.
- Mida: 20 x 27,5 cm. 13,4 x 17,7 cm.
- Edicions: una.
- Preu: 10 cèntims. Subscripció anual, 6 pta.
- Pàgines: 16.
- Redacció i administració: C/ Escudellers, 10 bis, Barcelona.
- Impremta: Guinart i Pujolar, c/ Bruc, 63. Barcelona. Del prospecte, F. Giró, València, 233, Barcelona.